# Deutscher Krebspreis
0 Deutsche Krebspreis é um prêmio de ciências da Alemanha. Dotado com 22.500 euros (situação em 2015), é concedido pela Deutsche Krebsgesellschaft em três categorias para pesquisas sobre o câncer: experimental, clínica e translacional. É financiado pela fundação Deutsche Krebsstiftung. É concedido desde 1986.

## Recipientes
- 1986: Harald zur Hausen e Hansjörg Riehm
- 1987: Hartmut M. Rabes e Norbert Brock
- 1988: Paul Hermanek, Franz Paul Gall e Volker Schirrmacher
- 1989: Manfred F. Rajewsky, Klaus Havemann e Dieter Hoelzer
- 1990: Franz Oesch, Hansjörg Eibl e Clemens Unger
- 1991: Helmut Schoenenberger, Thomas Blankenstein e Rolf Issels
- 1992: Walter Jonat, Manfred Kaufmann, Manfred Schwab e Rudolf Preußmann
- 1993: Carl Gottfried Schmidt, Eberhard Scherer, Fritz Anders, Annerose Anders e E. Gateff
- 1994: Jörg Rüdiger Siewert, Adolf Gräßmann e Herbert J. Pfister
- 1995: Werner Franke e Claus Garbe
- 1996: Wolfgang Berdel e Peter Heinrich Krammer
- 1997: Wolfgang Deppert e Volker Diehl
- 1998: Harald Stein e Axel Ullrich
- 1999: Peter M. Schlag e Walter Birchmeier
- 2000: Rolf Müller e Carsten Bokemeyer
- 2001: Hans-Joachim Schmoll e Ulf Rapp
- 2002: Klaus-Michael Debatin e Peter Lichter
- 2003: Wolfgang Schlegel, Alfred Wittinghofer e Reinhard Dummer
- 2004: Martin Eilers, Rolf Sauer, Jürgen Becker e Otmar C. Wiestler
- 2005: Thomas Wirth, Richard Hautmann, Wolfgang Steiner, Bernd Dörken e Claus Scheidereit
- 2006: Jörg Michaelis, Gerold Schuler, Thorsten Heinzel e Martin Göttlicher

2007
- Lutz Gissmann
- Michael Weller
- Achim Leutz

2008
- Michael Stahl
- Edward K. Geissler
- Peter Friedl

2009
- Günter Henze[1]
- Hans Konrad Müller-Hermelink
- Nancy Hynes

2010
- Dirk Schadendorf[2]
- Klaus Pantel[3]
- Ivan Đikić [4]

2011
- Axel Hauschild
- Heribert Jürgens
- Bernd Kaina

2012
- Michael Bamberg
- Florian Greten
- Charlotte Niemeyer

2013
- Volker Heinemann
- Lars Zender
- Stefan Pfister

2014
- Martin Schrappe
- Simone Fulda
- Christoph Klein

2015
- Günter Klöppel
- Wolfgang Wick
- Karl Lenhard Rudolph[5]

2016
- Johannes Zuber[6]
- Andreas von Deimling[7]
- Stefan Bielack